# Regiunea Tiris Zemmour
Tiris Zemmour (arabă تيرس زمور) este cea mai nordică regiune a Mauritaniei, cu reședința la Zouérate. Alte orașe importante sunt F'dérik și Bir Moghrein. Se învecinează cu Algeria la nord-est, regiunea Adrar la sud și Sahara Occidentală la vest și nord-vest.

## Departamente
Tiris Zemmour  are 3 departmente:
- Bir Mogrein
- F'Derik
- Zouerate